# Gilles Biron
Pour les articles homonymes, voir Biron.
Gilles Biron (né le 13 avril 1995 à Schœlcher) est un athlète français, spécialiste du 400 mètres.

## Biographie
Gilles Biron est médaillé de bronze du relais 4 × 400 mètres aux Championnats d'Europe espoirs d'athlétisme 2017 à Bydgoszcz.
Il remporte le titre du 400 mètres aux Championnats de France d'athlétisme 2021 à Angers. Il participe cette même année aux Jeux olympiques de Tokyo dans l'épreuve du relais 4 × 400 m mais l'équipe de France est éliminée en séries.
Le 20 août 2022, il remporte la médaille de bronze du relais 4 x 400 m lors des championnats d'Europe de Munich en compagnie de Loïc Prévot, Téo Andant et Thomas Jordier.
En mars 2023, il remporte la médaille d'argent du 4 × 400 m lors des championnats d'Europe en salle d'Istanbul en compagnie de Téo Andant, Victor Coroller et Muhammad Abdallah Kounta. Représentant la Martinique lors des Jeux d'Amérique centrale et des Caraïbes en juillet 2023 à San Salvador, il établit le temps de 45 s 05 en séries et devient à cette occasion le troisième meilleur performeur français de l'histoire, derrière Leslie Djhone et Marc Raquil. Deux jours plus tard, il se classe troisième de la finale , derrière le Trinidadien Jereem Richards et le Saint-lucien Michael Joseph, dans le temps de 45 s 06.
En août 2023, lors des championnats du monde de Budapest, il remporte la médaille d'argent du relais 4 × 400 m en compagnie de Ludvy Vaillant, David Sombé et Téo Andant en établissant un nouveau record de France en 2 min 58 s 45. Il se classe par ailleurs 4e du relais 4 × 400 m mixte  en établissant un nouveau record de France en série en 3 min 12 s 25.

## Palmarès

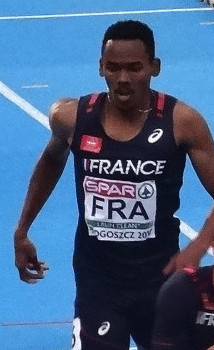
Gilles Biron lors des Championnats d'Europe espoirs 2017.

### International
| Date | Compétition                              | Lieu         | Résultat | Épreuve         | Temps         |
| ---- | ---------------------------------------- | ------------ | -------- | --------------- | ------------- |
| 2017 | Championnats d'Europe espoirs            | Bydgoszcz    | 3e       | 4 × 400 m       | 3 min 5 s 24  |
| 2022 | Championnats d'Europe                    | Munich       | 3e       | 4 × 400 m       | 2 min 59 s 64 |
| 2023 | Championnats d'Europe en salle           | Istanbul     | 2e       | 4 × 400 m       | 3 min 6 s 52  |
| 2023 | Jeux d'Amérique centrale et des Caraïbes | San Salvador | 3e       | 400 m           | 45 s 06       |
| 2023 | Championnats du monde                    | Budapest     | 2e       | 4 x 400 m       | 2 min 58 s 45 |
| 2023 | Championnats du monde                    | Budapest     | 4e       | 4 x 400 m mixte | 3 min 12 s 99 |
| 2024 | Jeux olympiques                          | Paris        | 9e       | 4 × 400 m       | 3 min 7 s 30  |

### National
- Championnats de France d'athlétisme :
  - 400 m : vainqueur en 2021, troisième en 2023[6].
- Championnats de France d'athlétisme en salle :
  - 400 m : vainqueur en 2023, deuxième en 2020, troisième en 2022

## Records
| Épreuve         | Marque             | Lieu             | Date            |              |
| En plein air    | En plein air       | En plein air     | En plein air    | En plein air |
| --------------- | ------------------ | ---------------- | --------------- | ------------ |
| 400 m           | 45 s 05            | San Salvador     | 4 juillet 2023  |              |
| 4 × 400 m       | 2 min 58 s 45 (NR) | Budapest         | 27 août 2023    |              |
| 4 × 400 m mixte | 3 min 12 s 25 (NR) | Budapest         | 19 août 2023    |              |
| En salle        |                    |                  |                 |              |
| 400 m           | 46 s 11            | Clermont-Ferrand | 19 février 2023 |              |
| 4 × 400 m       | 3 min 6 s 52       | Istanbul         | 5 mars 2023     |              |